# طواف سويسرا 2008

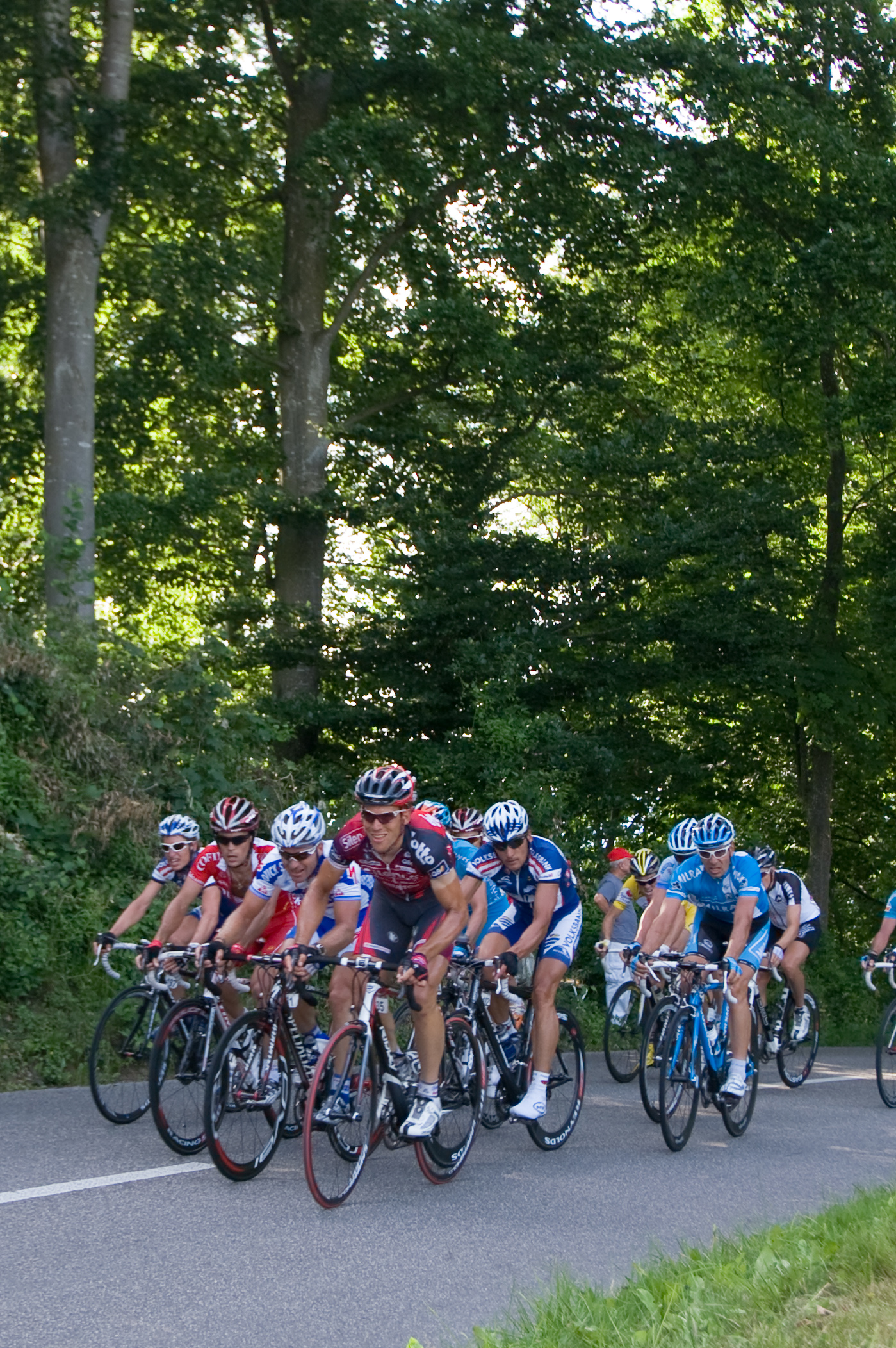

طواف سويسرا 2008 (بالإنجليزية: 2008 Tour de Suisse)‏ هو سباق دراجات هوائية، وهو الموسم رقم 72 من السباق، وأقيم خلال الفترة 14 يونيو 2008، وحتى 22 يونيو 2008، وامتدّ لمسافة 1411 كيلومتر، وهو أحد سباقات برو تور 2008، وهو من نوع سباق المرحلة.
فاز فيه بالمركز الأول رومان كريوزيجير، وبالمركز الثاني أندرياس كلودن، وبالمركز الثالث إيغور أنطون، والفائز في ترتيب التسلق  فابيان كانسيليرا، والفائز حسب ترتيب النقاط مكسيم لجلينسكاي.

## الفائزون
| الترتيب    | الفائز           |
| ---------- | ---------------- |
| الفائز     | رومان كريوزيجير  |
| الثاني     | أندرياس كلودن    |
| الثالث     | إيغور أنطون      |
| حسب النقاط | فابيان كانسيليرا |
| تسلق الجبل | مكسيم لجلينسكاي  |

## وصلات خارجية
- الموقع الرسمي